# John Davy
Pour les articles homonymes, voir John Davy (martyr) et Davy.
John Davy (24 mai 1790 à Penzance, en Cornouailles dans le sud-ouest de l'Angleterre - 24 janvier 1868 à Ambleside, en Cumbria dans le nord de l'Angleterre) est un chimiste, un médecin militaire et un physiologiste britannique.
Frère du célèbre physicien et chimiste Sir Humphry Davy avec qui il a longuement collaboré, ce scientifique du XIXe siècle s'est principalement illustré en chimie (pour la synthèse du phosgène et du tétrafluorure de silicium) et en physiologie (dans l'étude du système cardio-vasculaire des amphibiens) à la suite de ses voyages dans les colonies britanniques en tant que médecin militaire avec la Royal Navy.
John Davy est également connu en tant qu'éditeur de certains travaux et des mémoires de son frère :
- Memoirs of the Life of Sir Humphry Davy[a] en 2 volumes (1836) ;
- Collected Works of Sir Humphry Davy[b] en 9 volumes (1839–1840) ;
- Fragmentary Remains, Literary and Scientific, of Sir Humphry Davy[c] (1858).

Les frères Davy sont, par ailleurs, cousins du chimiste irlandais (d'origine anglaise) Edmund Davy.

## Sources
- (en) Robert Siegfried (Rédacteur de l'article biographique de John Davy) et Noretta Koertge (dir.), Complete Dictionary of Scientific Biography [« Dictionnaire biographique de scientifiques »] (Dictionnaire biographique), New York (États-Unis), Charles Scribner's Sons (Éditions Scribner), 2020 (1re éd. 2008), Livre numérique (ISBN 978-0-6843-1559-1, OCLC 892319250, BNF 41200568, lire en ligne), « John Davy ».